# Indigofera rostrata
Indigofera rostrata är en ärtväxtart som beskrevs av Harry Bolus. Indigofera rostrata ingår i släktet indigosläktet, och familjen ärtväxter. Inga underarter finns listade i Catalogue of Life.